# Bottenhavets nationalpark
Bottenhavets nationalpark är en av de två nya nationalparker som inrättades i Finland 2011. Nationalparken täcker en yta av 913 km² som huvudsakligen är hav. Djurlivet i parken kännetecknas av sälar, havslevande andfåglar av underfamiljen Merginae, alkor och havsörn.
Det långsmala skyddsområdet är ungefär 160 km långt och sträcker sig från Gustavs norrut till Sastmola. För besökare erbjuds båtturer från Nystad och Raumo.
Det mesta av nationalparken är tillgängligt endast med båt. Bland sevärdheterna finns ett antal fyrar, mångsidig undervattensnatur, karg och stenig yttre skärgård och strandängar.